# 952 (číslo)
Devět set padesát dva je přirozené číslo. Římskými číslicemi se zapisuje CMLII a řeckými číslicemi ϡνβ´. Následuje po čísle devět set padesát jedna a předchází číslu devět set padesát tři.

## Matematika
952 je:
- Abundantní číslo
- Složené číslo
- Nešťastné číslo

## Astronomie
- (952) Caia je planetka hlavního pásu, kterou objevil v roce 1916 Grigorij Nikolajevič Neujmin

## Roky
- 952
- 952 př. n. l.